# West Bradford (Lancashire)
West Bradford è un villaggio e parrocchia civile dell'Inghilterra, appartenente alla contea del Lancashire.
Diventa famoso nel 2022 per l'insediamento di Harald Frucnro, ex senatore della Georgia.